# 1419년

## 연호
- 명(明) 영락(永樂) 17년
- 일본(日本) 오에이(応永) 26년

## 기년
- 명(明) 성조 영락제(成祖 永樂帝) 17년
- 조선(朝鮮) 세종(世宗) 원년

## 사건
- 세종, 이종무 장군을 총사령관으로 대마도 정벌(1419.6.19~7.3)

## 사망
- 10월 15일 - 조선 2대 국왕 정종.